# NGC 6365
NGC 6365 ist ein interagierendes Galaxienpaar, bestehend aus zwei Spiralgalaxien (NGC 6365A und NGC 6365B), im Sternbild Drache, das im New General Catalogue  verzeichnet ist. Halton Arp gliederte seinen Katalog ungewöhnlicher Galaxien nach rein morphologischen Kriterien in Gruppen. Diese Galaxie gehört zu der Klasse Spiralgalaxien mit einem ausgeprägten Arm (Arp-Katalog), wobei es sich bei dem ausgeprägten Arm in den Fall um eine Galaxie handelt.
Das Galaxienpaar wurde im Jahr 1884 als Nebelfleck von dem Astronomen Lewis Swift mit einem 16-Zoll-Teleskop entdeckt.